# Constança de Arles
Constança de Arles ou Constança da Provença (em francês: Constance; 987/989 - 22 ou 25 de julho de 1032), foi rainha consorte de França, casada com Roberto II de França. Era filha de Adelaide-Branca de Anjou e de Guilherme I da Provença e Arles.

## Biografia
Em 1003, casou-se com Roberto II o Pio depois de este ser obrigado a se separar de Berta da Borgonha. Na verdade o rei de França vivia em concubinato com Berta depois de ter repudiado a sua primeira esposa Rosália de Ivrea em 996. Os papas Gregório V e Silvestre II tinham declarado essa união ilegal e ameaçado os amantes de excomunhão. Como, aos 29 anos de idade, dessa união só tivesse nascido um nado-morto, Roberto acabou por ceder à anulação do matrimônio em 1003 e por se casar com Constança de Arles.
No entanto, Constança foi pouco amada na corte devido à influência provençal que a acompanhou e às suas intrigas e crueldade — ela mesma mandou acusar o seu confessor de heresia — e Roberto tentou repudiá-la várias vezes para voltar a casar com Berta da Borgonha, que nunca deixara de amar e de ver. Deste modo a corte desenvolveu duas facções: a de Constança e a de Berta, mas a legítima rainha daria os herdeiros necessários ao reino.
Hugo de Beauvais tentou convencer o rei a repudiar Constança em 1007. A resposta desta foi mandar os cavaleiros de Fulque III, conde de Anjou assassinar o nobre. Em 1008 Roberto deslocou-se a Roma, acompanhado de Berta, para obter permissão para se separar da esposa e casar-se com a sua amada. Constança encorajou os seus filhos a revoltarem-se contra o pai.
A pedido de Constança, o seu filho mais velho Hugo Magno foi coroado rei em 1017, subordinado ao pai, conforme o costume dos primeiros capetianos. Hugo exigiu que o seu pai partilhasse o poder com ele e como aquele não cedesse, rebelou-se em 1025. Morreu subitamente nesse mesmo ano, exilado e fugitivo.
O casal real discordava sobre qual dos dois filhos sobreviventes deveria herdar o trono, mas entretanto a rainha apoiou a rebelião de ambos contra o rei, com Roberto a tomar o ducado da Borgonha e Henrique a tomar Dreux. O rei Roberto II acabaria por ceder aos filhos e conseguiu uma paz até ao fim do seu reinado.
Era conhecida a sua preferência em ver o filho Roberto suceder ao seu marido, mas este último escolheu Henrique, que seria coroado em 1027. Fulberto, bispo de Chartres, escreveu uma carta declarando ter sido "intimidado" a não comparecer à consagração de Henrique "pela selvajaria da sua mãe, em quem se deve acreditar quando promete fazer mal."
Aquando da morte do rei, reteve as terras que eram suas por dote e chegou a tentar assassinar o seu filho Henrique, mas a tentativa fracassou e este subiu ao trono. Depois de fugir para a Normandia, o novo rei negociou uma ajuda, armas e homens com o irmão, que conseguiu pressioná-lo a ceder o ducado da Borgonha. Voltou para cercar a mãe em Poissy, mas esta escapou para Pontoise e só se rendeu quando Henrique cercou Puiset e ameaçou  assassinar todos os seus habitantes.
Afastada da corte, Constança faleceu em Melun aos 49 anos de idade, a 22 ou 25 de Julho de 1032. Foi sepultada junto ao esposo na igreja da abadia real de Saint-Denis.

## Descendência
- Avoye (ou Alice, Adelaide ou Adela) (1003 - depois de 1063), casada com Reinaldo I de Nevers e de Auxerre
- Hugo Magno (1007-1025), rei dos francos associado ao seu pai, morreu antes de Roberto II
- Henrique I de França (1008-1060), também rei dos francos associado ao seu pai, e depois seu sucessor
- Adela (1009-1079), casada com Ricardo III da Normandia e depois com Balduíno V da Flandres. Foi a mãe de Matilde de Flandres, consorte do rei Guilherme I de Inglaterra.
- Roberto I, Duque da Borgonha (1011-1076)
- Odo (1013 - c. 1060)
- Constança (1014 - depois de 1037), casada com Manassse de Dammartin